# Indianapolis 500 1938
Das 26. Indianapolis 500 (offiziell 26th 500 Mile International Sweepstakes Race) auf dem Indianapolis Motor Speedway fand am 30. Mai 1938 statt.

## Das Rennen
Das Rennen ging über eine Distanz von 200 Runden à 4,023 km, was einer Gesamtdistanz von 804,672 km entspricht. Aus der Pole-Position startete Floyd Roberts mit einer Zehnrunden-Durchschnittszeit von 11:56.10 Min. oder 125,681 mph (202,263 km/h). Das Rennen war der erste Lauf zur AAA-Saison 1938.

## Ergebnisse

### Startaufstellung
| Reihe | Innen              | Mitte           | Außen         |
| ----- | ------------------ | --------------- | ------------- |
| 1     | Floyd Roberts      | Russ Snowberger | Rex Mays      |
| 2     | Tony Gulotta       | Chet Miller     | Ted Horn      |
| 3     | Wilbur Shaw        | Babe Stapp      | Mauri Rose    |
| 4     | Ronney Householder | Frank Brisko    | Louis Meyer   |
| 5     | Joel Thorne        | Herb Ardinger   | Jimmy Snyder  |
| 6     | Bill Cummings      | Frank Wearne    | Chet Gardner  |
| 7     | George Connor      | Shorty Cantlon  | Kelly Petillo |
| 8     | Al Miller          | Al Putnam       | Louis Tomei   |
| 9     | Harry McQuinn      | Tony Willman    | Ira Hall      |
| 10    | Emil Andres        | George Bailey   | Billy Devore  |
| 11    | Henry Banks        | Cliff Bergere   | Duke Nalon    |

### Schlussklassement
| Pos. | Nr. | Name               | Chassis         | Motor       | Zeit/Rückstand             | Qualifikation ø 10 Rd. mph | Start |
| ---- | --- | ------------------ | --------------- | ----------- | -------------------------- | -------------------------- | ----- |
| 1    | 23  | Floyd Roberts      | Wetteroth       | Miller      | 4:15:58.400 Std. 117,2 mph | 125,681                    | 1     |
| 2    | 1   | Wilbur Shaw (W)    | Shaw            | Offenhauser | 200                        | 120,987                    | 7     |
| 3    | 3   | Chet Miller        | Summers         | Offenhauser | 200                        | 121,898                    | 5     |
| 4    | 2   | Ted Horn           | Wetteroth       | Miller      | 200                        | 121,327                    | 6     |
| 5    | 38  | Chet Gardner       | Rigling         | Offenhauser | 200                        | 120,435                    | 18    |
| 6    | 54  | Herb Ardinger      | Miller-Ford     | Offenhauser | 199                        | 119,022                    | 14    |
| 7    | 45  | Harry McQuinn      | Marchese        | Miller      | 197                        | 119,492                    | 25    |
| 8    | 58  | Billy Devore       | Stevens         | Offenhauser | 185                        | 116,339                    | 30    |
| 9    | 22  | Joel Thorne (R)    | Shaw            | Offenhauser | 185                        | 119,155                    | 13    |
| 10   | 29  | Frank Wearne       | Adams           | Offenhauser | 181                        | 121,405                    | 17    |
| 11   | 43  | Duke Nalon (R)     | Fengler         | Miller      | 178                        | 113,828                    | 33    |
| 12   | 12  | George Bailey      | Weil            | Duray       | 166 (Kupplung)             | 116,393                    | 29    |
| 13   | 27  | Mauri Rose         | Maserati        | Maserati    | 165 (Batterie)             | 119,796                    | 9     |
| 14   | 16  | Ronney Householder | Adams           | Sparks      | 154 (Batterie)             | 125,769                    | 10    |
| 15   | 6   | Jimmy Snyder       | Adams           | Sparks      | 150 (Batterie)             | 123,506                    | 15    |
| 16   | 5   | Louis Meyer (W)    | Stevens         | Winfield    | 149 (Ölpumpe)              | 120,525                    | 12    |
| 17   | 17  | Tony Gulotta       | Stevens         | Offenhauser | 130 (Lenkung)              | 122,499                    | 4     |
| 18   | 55  | Al Miller          | Miller          | Miller      | 125 (Kupplung)             | 119,420                    | 22    |
| 19   | 15  | George Connor      | Adams           | Miller      | 119 (Motor)                | 120,326                    | 19    |
| 20   | 9   | Cliff Bergere      | Stevens         | Miller      | 111 (Motor)                | 114,464                    | 32    |
| 21   | 33  | Henry Banks (R)    | Miller          | Voelker     | 109 (Lager)                | 116,279                    | 31    |
| 22   | 35  | Kelly Petillo (W)  | Wetteroth       | Offenhauser | 100 (Nockenwelle)          | 119,827                    | 21    |
| 23   | 21  | Louis Tomei        | Miller          | Miller      | 88 (Lenkung)               | 121,599                    | 24    |
| 24   | 7   | Bill Cummings (W)  | Miller          | Miller      | 72 (Kühler)                | 122,393                    | 16    |
| 25   | 14  | Russ Snowberger    | Snowberger      | Miller      | 56 (Lager)                 | 124,027                    | 2     |
| 26   | 34  | Babe Stapp         | Weil            | Miller      | 54 (Ventile)               | 120,595                    | 8     |
| 27   | 10  | Tony Willman       | Stevens         | Miller      | 47 (Ventile)               | 118,458                    | 26    |
| 28   | 8   | Rex Mays           | Alfa Romeo-Weil | Alfa Romeo  | 45 (Batterie)              | 122,845                    | 3     |
| 29   | 42  | Emil Andres        | Adams           | Brisko      | 45 (Unfall)                | 117,126                    | 28    |
| 30   | 37  | Ira Hall           | Nowiak          | Studebaker  | 44 (Unfall)                | 118,255                    | 27    |
| 31   | 26  | Frank Brisko       | Stevens         | Brisko      | 39 (Ölleitung)             | 121,921                    | 11    |
| 32   | 36  | Al Putnam (R)      | Stevens         | Miller      | 15 (Kurbelwelle)           | 116,791                    | 23    |
| 33   | 47  | Shorty Cantlon     | Stevens         | Miller      | 13 (Batterie)              | 120,906                    | 20    |

(W)=früherer Gewinner / (R)=Rookie / alle Starter auf Firestone-Reifen

### Führungsrunden
| Fahrer        | Anzahl |
| ------------- | ------ |
| Floyd Roberts | 92     |
| Jimmy Snyder  | 92     |
| Rex Mays      | 16     |